# 方孟縉
方孟縉（1495年—1541年），字文卿，又字朝儀，號雁里，江西南昌府武寧縣人，民籍，明朝政治人物。

## 生平
嘉靖元年（1522年）壬午科江西鄉試第一百六十三名。嘉靖十四年（1535年），登第二甲第七十一名進士。授刑部主事，十五年参加审理张延龄案。十九年升员外郎，出为浙江按察司佥事，二十年卒于任，年四十七。

## 家族
曾祖父方景華；祖父方汝寧；父方璞。母吳氏。永感下。